# Ла-Бланка (Техас)
Ла-Бланка (англ. La Blanca) — переписна місцевість (CDP) в США, в окрузі Ідальго штату Техас. Населення — 2078 осіб (2020).

## Географія
Ла-Бланка розташована за координатами 26°18′17″ пн. ш. 98°1′43″ зх. д. / 26.30472° пн. ш. 98.02861° зх. д. (26.304795, -98.028598).  За даними Бюро перепису населення США в 2010 році переписна місцевість мала площу 10,70 км², уся площа — суходіл.

## Демографія
Згідно з переписом 2010 року, у переписній місцевості мешкало 2488 осіб у 650 домогосподарствах у складі 589 родин. Густота населення становила 232 особи/км².  Було 692 помешкання (65/км²).
Расовий склад населення:
| - 70,1 % — білих - 0,8 % — корінних американців - 0,1 % — чорних або афроамериканців - 28,1 % — осіб інших рас |

До двох чи більше рас належало 0,9 %. Частка іспаномовних становила 95,4 % від усіх жителів.
За віковим діапазоном населення розподілялося таким чином: 35,5 % — особи молодші 18 років, 56,6 % — особи у віці 18—64 років, 7,9 % — особи у віці 65 років та старші. Медіана віку мешканця становила 27,9 року. На 100 осіб жіночої статі у переписній місцевості припадало 99,0 чоловіків;  на 100 жінок у віці від 18 років та старших — 99,8 чоловіків також старших 18 років.
Середній дохід на одне домашнє господарство  становив 44 628 доларів США (медіана — 33 519), а середній дохід на одну сім'ю — 47 087 доларів (медіана — 34 167). Медіана доходів становила 30 804 долари для чоловіків та 25 893 долари для жінок. За межею бідності перебувало 26,4 % осіб, у тому числі 41,1 % дітей у віці до 18 років та 18,0 % осіб у віці 65 років та старших.
Цивільне працевлаштоване населення становило 913 осіб. Основні галузі зайнятості: освіта, охорона здоров'я та соціальна допомога — 49,3 %, публічна адміністрація — 12,3 %, будівництво — 11,7 %.